# Upshi
Upshi är en ort i Indien.   Den ligger i unionsterritoriet Ladakh, i den norra delen av landet, 600 km norr om huvudstaden New Delhi. Upshi ligger 3 407 meter över havet och antalet invånare är 163.
Terrängen runt Upshi är bergig åt nordost, men åt sydväst är den kuperad. Upshi ligger nere i en dal.  Trakten runt Upshi är nära nog obefolkad, med mindre än två invånare per kvadratkilometer. Det finns inga andra samhällen i närheten. Trakten runt Upshi är ofruktbar med lite eller ingen växtlighet.